# Francisco Vellela
Francisco Vellela (también referido como Francisco Villela) fue un general de brigada del Ejército de Guatemala que participó en la Guerra entre El Salvador y Guatemala de 1906, donde falleció en combate.

## Carrera militar
La información detallada sobre su vida temprana y trayectoria militar es limitada en los registros históricos disponibles. Sin embargo, se ha documentado la existencia de un general de brigada llamado Francisco Villela que formaba parte del Estado Mayor General del Ejército de Guatemala en 1890. Es plausible que se trate de la misma persona, lo que indicaría una carrera militar previa a la guerra de 1906.

## Participación en la Guerra de 1906
Vellela desempeñó un papel como comandante en las fuerzas guatemaltecas durante la Guerra entre El Salvador y Guatemala de 1906. Este conflicto, que se desarrolló brevemente en julio de 1906, fue el resultado de tensiones políticas y disputas fronterizas entre ambos países centroamericanos.
Durante las hostilidades, Vellela es listado entre los comandantes guatemaltecos que participaron en el conflicto. Las fuerzas guatemaltecas, que en ese momento poseían uno de los ejércitos más grandes y modernos de la región, planearon una campaña que incluía bombardeos y avances de infantería.

## Fallecimiento
Francisco Vellela falleció en 1906, durante el transcurso de la Guerra entre El Salvador y Guatemala de 1906. Su deceso es reconocido como una baja en el bando guatemalteco. La información específica sobre las circunstancias exactas de su muerte no está ampliamente detallada en las fuentes públicas. El conflicto concluyó con un armisticio mediado por México y Estados Unidos, que buscaban la estabilidad regional, lo que llevó a la firma de un Tratado de Paz en 1907.